# 八木柊一郎
八木柊一郎（1928年12月20日—2004年6月14日）原名八木伸一，日本神奈川縣横滨市人，日本劇作家。

## 生平
肄业于旧制山形县高等学校文科，在校内期间开始创作。1950年，朝鲜战争期间为美军服务，之后从事广播剧和戏剧创作。1955年，开始公演《三个盗贼》。之后陆续活跃于舞台剧。
2004年，因直腸癌去世，享年75岁。

## 代表作品
八木柊一郎的作品有《三个盗贼》、《不停的传送带》、《码头乞丐和六个儿子》、《黄色马戏》，歌舞剧本：《小偷和我》。

## 获奖
- 岸田國士戯曲賞（日语：岸田國士戯曲賞）（1962年）
- 日本文化厅芸術祭（日语：芸術祭 (文化庁)）優秀賞（1970年）
- 紀伊国屋演劇賞（日语：紀伊国屋演劇賞）個人賞（1987年）
- 湯浅 芳子赏最佳外语翻译歌舞剧奖（1995年）
- 芸術選奨文部大臣賞（日语：芸術選奨文部大臣賞）（1996年）